# 武汉鹦鹉洲长江大桥
武汉鹦鹉洲长江大桥，是武汉长江上第八座长江大桥，位于武汉长江大桥上游2.4公里，设计为三塔四跨悬索桥，双向八车道，全长3.42公里，主跨850米，是目前世界上跨度最大的三塔四跨悬索桥。于2010年8月动工兴建，2013年12月16日，大桥主跨合龙，为2014年通车奠定了基础
。建成后，与武汉二七长江大桥构成二环线，远期待杨泗港长江大桥建成后，与武汉长江二桥构成新的内环线。
大桥设计单位中铁大桥院从技术可行角度，提出了主跨跨径为2×850米的三塔四跨悬索桥、三塔两跨斜拉桥和拱桥三个方案。其中，三塔四跨悬索桥在武汉市两江上尚未出现，该方案主缆曲线构成的轮廓简洁、轻盈，富有韵律美，高耸的三塔寓意着武汉“三镇”鼎立，建成后将为江城一道亮丽的风景线。该方案桥型结构合理，经济性较好，施工工艺成熟，技术可行性较高。
鹦鹉洲长江大桥总投资40亿元，建设工期为30个月。主桥长约2.1公里，主桥桥面为双向8车道，道路设计为城市快速路，时速60公里。
2014年12月28日，历经3年多建设施工，由中国中铁大桥局承建的武汉鹦鹉洲长江大桥正式通车。